# Ignaz Schuppanzigh

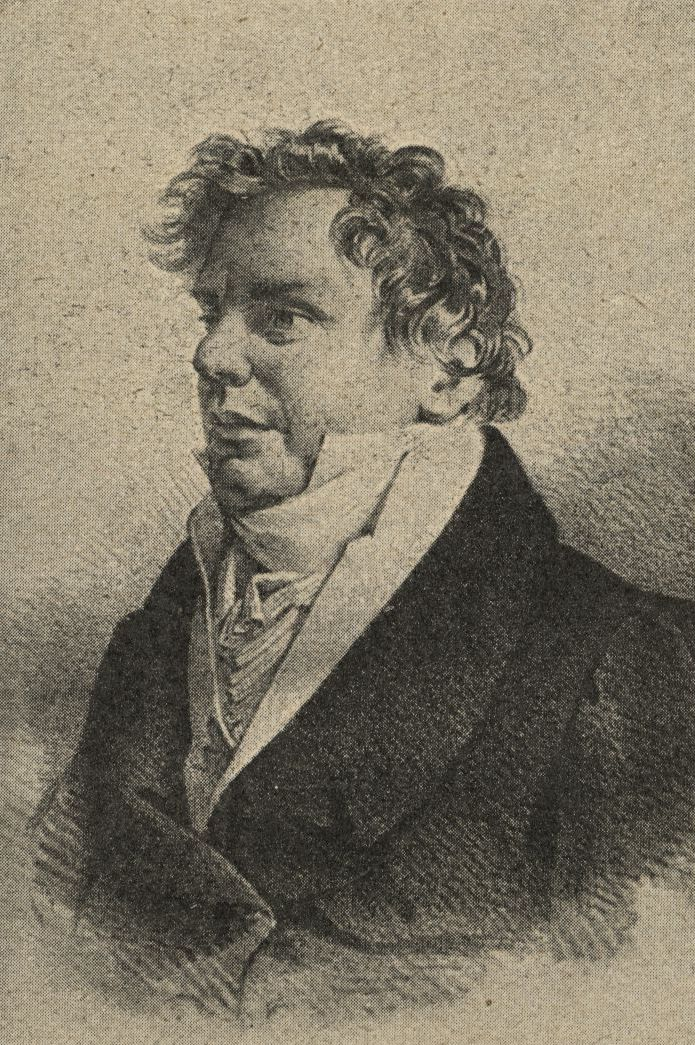

Ignaz Schuppanzigh (Wenen, 20 november 1776 - Wenen, 2 maart 1830) was een Oostenrijkse violist en dirigent.

## Levensloop
Schuppanzigh was de zoon van een leraar Italiaans aan het Theresianum. In het midden van de negentiger jaren werd hij de eerste violist (de primarius) in een strijkkwartet, wat ten huize van prins Lichnowsky eenmaal per week speelde (kwartetten van Haydn, Mozart en Förster). Hij kwam toen met Beethoven in contact, die mogelijk ook les van hem heeft gehad. Hun leven lang bleven zij goed bevriend.
In 1804 wordt het Schuppanzighkwartet opgericht, wat de eerste openbare concerten gaf. Leden ervan zijn Josef Mayseder (1789-1863), Franz Weiss en Anton Kraft (1752-1820). Later werd Josef Linke (1783-1837) de cellist en vanaf 1823 Karl Holz (1798-1868) de tweede violist. 
Dit kwartet werd onder leiding van Schuppanzigh door Graaf  Rasumovsky in 1808 aangesteld als permanent kwartet in zijn paleis: het Rasumovsky-kwartet. Na een grote brand in dat paleis moest het kwartet in 1816 worden opgeheven.
Dit strijkkwartet heeft veel invloed op de componisten van die tijd gehad en wordt als het eerste professionele strijkkwartet beschouwd. De première van een groot aantal kwartetten van Beethoven is door dit kwartet gegeven, maar ook Schubert heeft zijn Rosamundekwartet aan Schuppanzigh opgedragen.
Daarnaast heeft Schuppanzigh (vanaf 1795) als dirigent de Augartenconcerten geleid. Hij was de concertmeester bij de première van de Missa Solemnis.
Er was een persoonlijke vriendschapsrelatie tussen Beethoven en de kwartetleden. Dat geldt met name ten aanzien van Karl Holz, maar zeker ook ten aanzien van Schuppanzigh, met wiens corpulentie Beethoven de spot dreef: zo schreef Beethoven Lob auf den Dicken (WoO 100) en (Beethoven noemde Schuppanzigh Mylord Falstaff) de canon (WoO 184): Falstafferl lass dich sehen.
- Bibliothèque nationale de France: cb16613035m (data)
- Gemeinsame Normdatei: 103946292
- International Standard Name Identifier: 0000 0000 7855 1305
- MusicBrainz: 7875290c-602b-46df-8469-e90d2b6f930b
- Nationale Bibliotheek van Tsjechië: mzk2010579551
- SNAC: w6cg2n14
- Virtual International Authority File: 12729944
- WorldCat: E39PBJpDRRb9VDMxwYJKFqr8YP